# Hindreus
Hindreus is een geslacht van hooiwagens uit de familie Phalangiidae (Echte hooiwagens).
De wetenschappelijke naam Hindreus is voor het eerst geldig gepubliceerd door H. Kauri in 1985. 

## Soorten
Hindreus omvat de volgende 3 soorten:
- Hindreus crucifer
- Hindreus elegans
- Hindreus leleupi